# أحمد الهذيل
أحمد الهذيل (1946  -) ممثل سعودي. شغل منصب رئيس لجنة الفنون المسرحية في الجمعية العربية السعودية للثقافة والفنون في الرياض، كما عين رئيساً لجمعية المسرحيين السعوديين عام 1428هـ (2008م).

## التعليم
حاصل على درجة البكالوريوس في المسرح من جامعة فلوريدا عام 1980م.

## أعماله

### المسلسلات
| م  | اسم المسلسل            | سنة الإنتاج | بمشاركة |
| -- | ---------------------- | ----------- | --- |
| 1  | مساكم الله بالخير      | 1385هـ      | |
| 2  | سهرة (ذلك معنى الحياة) | 1386هـ      | |
| 3  | فرج الله والزمان       | 1391        | سعد خضر، محمد الطويان، علي إبراهيم. |
| 4  | المهند                 | 1387هـ      | |
| 5  | معركة الجسر            |             | |
| 6  | رمال على المرمر        |             | |
| 7  | تأبط شراً               |             | |
| 8  | زمن المجد              | 1419هـ      | فاديا خطاب، عبد الرحمن الخريجي، حمد المزيني، فيلدا سمور، مطرب فواز، طارق النفيسي، يوسف الجراح، يوسف اليوسف، حسن أبو حسنة، علي الشهابي. |
| 9  | القادم الغريب          | 2004م       | محمد المنصور، محمد العيسى، عبد العزيز السكيرين، يوسف اليوسف.                                                                           |
| 10 | أجيالك يا وطني         | 2002        | إبراهيم الحساوي، عبد العزيز الحماد، عبد الرحمن الرقراق، عبد العزيز المبدل، طاهر بخش، أيمن المديفر، عبد العزيز الفريحي.                 |
| 11 | بهلول الشاعر           |             | |
| 12 | يوميات وضاح            |             | |
| 13 | شكراً يا                |             | |
| 14 | الغربال                |             | |
| 15 | المشهد الأخير          |             | |
| 16 | امرأة لا تشبه القمر    |             | |

### المسرحيات
| م | اسم المسرحية  | سنة الإنتاج |  |
| - | ------------- | ----------- |  |
| 1 | طبيب بالمشعاب |             |  |
| 2 | قدر الشراكة   |             |  |

## روابط خارجية
- أحمد الهذيل على موقع قاعدة بيانات الأفلام العربية